# De Holmske Legater
De Holmske Legater er tre legater stiftet af medlemmer af handelsdynastiet Holm, som nedstammer fra grosserer Jacob Holm (1770-1845). Legaterne er både familielegater og legater for almenvellet.
I 1871 (fundats stadfæstet 19. maj) stiftede godsejer Emil Holm sammen med tre søstre, Emilie, Julie og Marie Holm, et familielegat, Grosserer Jacob Holms Legat for Trængende fornemmelig af Familien, hvis uddelinger dog også kan gå til trængende, som ikke hører til slægten Holm. Det var ved stiftelsen på 20.000 rigsdaler og blev senere forhøjet til 40.000. Renterne uddeltes i livsvarige lodder på 200 kr. til trængende descendenter efter Jacob Holm eller til andre trængende.
Legat stiftet til Minde om den i Aaret 1845 afdøde Grosserer Jacob Holm fornemmelig for trængende af hans Slægt blev oprettet ifølge testamentariske bestemmelser af grosserer Georg Holm og hustru efter fundats af 9. juli 1874 og kgl. konfirmeret den 24. juli 1874. 
Grosserer Georg Holm og Hustrus Legat blev oprettet ifølge proprietær Jacob Harald Holms gavebrev af 15. juni 1906 efter fundats af 14. august og 10. september 1914 og blev kgl. konfirmeret den 21. september 1914.

## Forvekslingsmulighed
Professor Peder Holm (1706-1777), som ikke er relateret til handelsfamilien, stiftede allerede 1766 Det Holmske Legat på 400 rigsdaler, hvis renter i 3 år tilfaldt to teologiske studerende, der skulle bo på Regensen i den såkaldte Lille Kirkegang nr. 1.